# Jacob Borkholder
Jacob Borkholder (* 23. November 1762 in Erbes-Büdesheim; † 1. Februar 1829 auf dem Hofgut Kreidel bei Massenheim (Hochheim am Main)) war ein  deutscher Gutsbesitzer und Mitglied des Nassauischen Landtags.

## Leben
Borkholder war wie sein Vater als Hofbeständer (Hofverwalter) tätig, als er im März 1821 als Nachfolger von Martin Neumann ein Mandat für die Zweite Kammer des Nassauischen Landtags erhielt. 
Er wurde aus der Gruppe der Grundbesitzer des Wiesbadener Wahlkreises gewählt, erreichte erst im zweiten Wahlgang die absolute Stimmenmehrheit und setzte sich gegen Carl von Ibell durch.
Borkholder war Angehöriger der Mennoniten. So kamen in der Deputiertenversammlung Zweifel über seine Wählbarkeit auf.
1822 reichte er seinen Rücktritt ein; Johann Leicker wurde sein Nachfolger.

## Familie
Jacob Borkholder war der Sohn des Hofbeständers Heinrich Borkholder (1739–1785) und dessen Ehefrau Barbara Gallée (1724–1801). Am 26. April 1807 heiratete er Katharina Weber (1781–1851), mit der er die Tochter Katharina (1808–1879) hatte, die mit dem Abgeordneten Carl Müller verheiratet war.